# Claudia Janet Birkholz

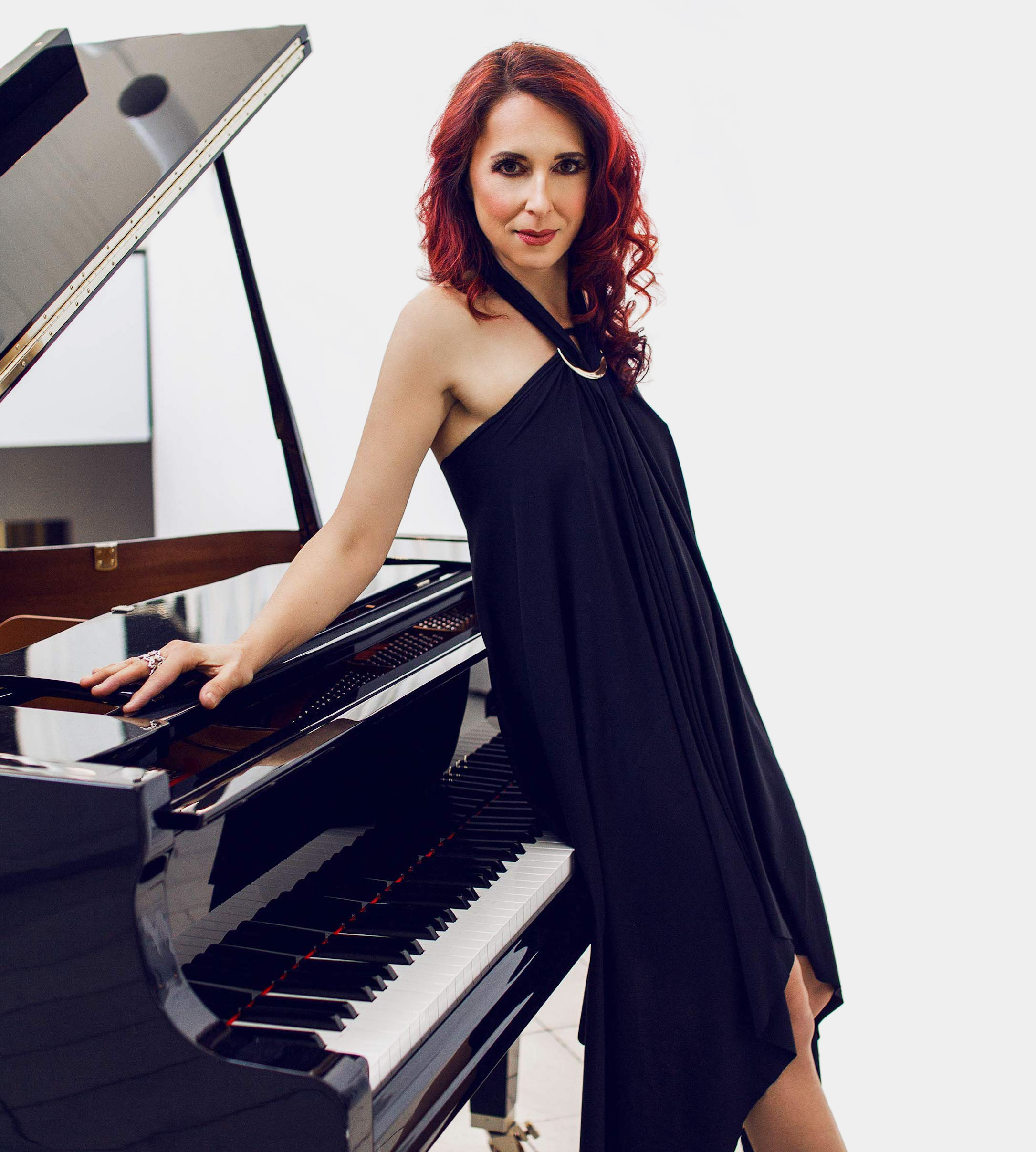
Claudia Janet Birkholz (2020)

Claudia Janet Birkholz  (* 20. Januar 1962 in Bremen) ist eine deutsche Interpretin für Klaviermusik des 20. und 21. Jahrhunderts, Kurzfilmproduzentin sowie Dozentin für Klavier und zeitgenössische Musik an der Hochschule für Künste Bremen.

## Leben und Wirken
Im Alter von neun Jahren spielte Birkholz ihre ersten Stücke auf dem Piano. Im Jahr 1981 begann sie mit dem Studium der Musik an der Hochschule für Künste Bremen (kurz: HfK). Fünf Jahre später, schloss sie die staatliche Musiklehrerprüfung ab. Ihr Studium beendete sie 1991 mit der Konzertreifeprüfung und der Bestnote. Während ihrer akademischen Laufbahn entwickelte sich Kurt Seibert zu einem richtungsweisenden Förderer.
Im Anschluss folgten erste Radioproduktionen mit der Nordwestdeutschen Philharmonie sowie Auftritte bei Konzertreihen wie Pro Musica Nova Bremen. Mit dem Musikchef und Komponisten Hans Otte entwickelte sich eine lebenslange Zusammenarbeit und Freundschaft. In Paris erkannte sie, inspiriert durch Claude Helffer, ihre spätere Liebe für zeitgenössische Musik. In dieser Zeit lernte sie das perfekte Spiel, merkte aber, dass sie Neues erschaffen, das Unkonventionelle wagen und Grenzen überschreiten möchte. In einem Interview mit der Bremer Tageszeitung Weser-Kurier sagte sie: „Ich mag es, wenn es richtig knifflig wird.“
1993 begann Birkholz als Dozentin für Klavier und zeitgenössische Musik an der HfK Bremen  und ist bis heute als Dozentin für den Instrumentalunterricht Klavier in allen Studiengängen sowie für das Lehrangebot im Bereich der Neuen Musik verantwortlich. Die 1990er Jahre waren von Konzerten und Produktionen geprägt, wobei sie unter anderem in Japan, Iran und den USA auf der Bühne stand. Besondere Bekanntheit erlangte sie durch das Spiel auf dem Toy-Piano, das vor allem vom Künstler John Cage geprägt wurde und das zu dem Zeitpunkt nur wenige Künstler beherrschten.
Als Pianistin des „Quart“-Ensembles und des „ensemble Intégrales“ für Neue Musik gestaltete sie Konzerte im Rahmen des Messiaen-Fest in Düsseldorf, der Tage der Neuen Musik in Hannover sowie mehrerer Produktionen für Radio Bremen. Sie trat unter anderem bei den Bodenseefestspielen, dem Schleswig-Holstein-Musikfestival, Wien Modern, der Gaudeamus Music-Week in den Niederlanden in Zusammenarbeit mit dem Theaterregisseur Johann Kresnik und in Projekten mit der Deutschen Kammerphilharmonie Bremen auf. Seit 2014 ist sie zudem künstlerische Leiterin und Komponistin des Bremer Jugendensembles für Neue Musik, das sie selbst gegründet hat.
Claudia Janet Birkholz ist seit 2017 auch in der Produktion von Kurzfilmen aktiv – sowohl vor als auch hinter der Kamera. Gemeinsam mit der polnischen Filmemacherin Christine Jezior entwickelt sie Konzepte, wie sich Klangbilder filmisch übersetzen lassen. Aus diesem interdisziplinären Ansatz sind kinematographische Werke entstanden, die durch die zusätzliche grafische Ebene das Hörerlebnis unterstützen sollen. Für die Kurzfilme „ACTING“ und „SONATA“ wurde Claudia Janet Birkholz mehrfach ausgezeichnet und gewann unter anderem in der Kategorie „Best Experimental Short Film“ beim Moscow International Film Festival.

## Kompositionen
Kompositionen von Claudia Birkholz:
- 2002: Ohrenbilder (Klavier)
- 2003: Muscheln (präpariertes Klavier)
- 2005: Into The Blue (Klavier und Zuspiel)
- 2006: Into The Blue II (Violine, Klavier und Zuspiel)
- 2007: Something yellow - and a little bit green (Klavier, toy-Piano und Zuspiel)
- 2008: play toy-gameboy (toy-Piano und Zuspiel)
- 2011: Printmusic (präpariertes Klavier und Zuspiel)
- 2013: Between these Lines (Klavier, Zuspiel-CD)
- 2013: Geradeaus- zweimal rechts (Performance)
- 2014: Spieglein, Spieglein … (Klavier, toy-pianos, Flexaton, Kalimba etc.)
- 2014: Schneewittchen-Szenen (Performance)
- 2015: Lieder ohne Worte (Ensemble und Zuspiel)
- 2017: Im Spiegel
- 2017: bmp123
- 2018: Pandora (Ensemble)
- 2018: Toy-Song One
- 2020: Birmingham (präpariertes Klavier)

Kompositionen für Claudia Birkholz:
- Burkhard Friedrich: Air
- Hans Joachim Hespos: Hm
- Mayu Masuda: Time/Space
- Kazuyo Nozawa: Sganarelle
- Erwin Koch-Raphael: Compositions No.67, toy-variations
- Thomas Läubli: Sortie d ́enfance
- Hans Otte: Welcome
- Yoshihiko Shimizu: Tracing
- Bruno Strobl: Entführung um acht
- Tomohiro Yamaguchi: Sol-fa song

## Diskographie
- 2000: Burkhard Friedrich - Kammermusikwerke, mit ensemble Intégrales
- 2001: 3C – Werke für Klavier solo von J.Cage, G.Crumb, H.Cowell
- 2003: John Cage – Sonatas and Interludes
- 2005: Young European Generation, mit ensemble Intégrales
- 2006: Voor het Hooren geboren – Kammermusikwerke von Marko Ciciliani
- 2007: Traces of Asia, mit ensemble Intégrales
- 2009: Entführung um Acht, Werke für Klavier und toy-Piano
- 2013: Ottes Klänge, Das Buch der Klänge by Hans Otte

## Filmographie
- 2018: ACTING
- 2019: SONATA

## Engagement
Claudia Janet Birkholz engagiert sich neben ihrer Arbeit als Dozentin der Hochschule für Künste in Bremen im Bereich der Konzipierung neuer Programme, in denen unkonventionelle Werke aus dem Performance-Bereich Platz finden. Sie organisiert Konzertformate, in denen sie mit Neurowissenschaftlern, Psychologen, Mathematikern oder Forschern aus dem Bereich Künstliche Intelligenz zusammenarbeitet.
Seit 2015 ist sie Initiatorin der Konzertreihe „Let’s talk music“ im Weserburg Museum für moderne Kunst. Dabei tauscht sie sich auf der Bühne mit Persönlichkeiten aus den Bereichen Wissenschaft, Wirtschaft oder Musik aus, um Musik aus einer ganzheitlichen Perspektive zu betrachten.
Als Vorsitzende des von ihr ins Leben gerufenen Vereins „REALTIME – Forum Neue Musik e.V.“ ist es ihr ein Anliegen, möglichst viele Menschen für Klangkunst zu begeistern und zur aktiven Teilhabe zu motivieren. 2020 sollte in diesem Zusammenhang das erste „realtime – internationales festival für neue musik“ in Bremen stattfinden, für das auch der Warschauer Herbst als Kooperationspartner und Polen als Gastland gewonnen werden konnten. Aufgrund der Corona-Pandemie musste es jedoch verschoben werden. Stattdessen wurde mit „REALTIME NOW“ ein virtuelles Kurzfilmfestival ins Leben gerufen, bei dem mehr als 50 Künstler ihre Videoarbeiten zur zeitgenössischen Musik präsentierten.
Laut den Veranstaltern hat das „realtime – internationales festival für neue musik“, das unter dem Motto „Begegnung“ stand und bei dem über 50 Künstler sowie mehrere Tausend Besucher erwartet wurden, nun am 22. und 23. Oktober sowie am 6. und 7. November 2021 stattgefunden. Bei dem Festival wurde mit dem Köster-Preis auch der mit 30.000 Euro höchstdotierte Musikvideopreis im Bereich der Neuen Musik vergeben.

## Nominierungen und Auszeichnungen
- 1989: Förderpreis der Sparkasse
- 1989: Förderpreis beim Bremer Klavierwettbewerb
- 1990: Förderpreis der Sparkasse
- 1991: Stipendium vom Richard-Wagner-Verband
- 2019: Auszeichnung in der Kategorie „Best Music Video of the Season“ bei der THINKING HAT FICTION CHALLENGE in Kolkata für SONATA
- 2019: Auszeichnung in der Kategorie „Best Experimental Short Film“ beim Moscow Shorts International Film Festival für SONATA
- 2019: Auszeichnung in der Kategorie „Best Music Video“ beim South Europe International Film Festival – Fusion ISFF für SONATA

## Rezensionen
„Claudia Janet Birkholz ist eine Meisterin der erweiterten Spieltechniken. Sie greift schon Mal mit den Fingern in die Saiten eines Flügels; und auch durch Pfeifen ins Instrument erzielt sie erstaunliches Echo.“

„Mit „Quaderno Musicale di Annalibera“ für Klavier von Dallapiccola spürt Claudia Birkholz mit feinstem Klangsinn und wunderschöner Poesie den elf Reflektionen über die Kontrapunkte aus Bachs „Kunst der Fuge“ nach.“